# Gare de Syzran
La gare de Syzran (en russe : Сызрань I) est une gare ferroviaire russe, située dans la ville de Syzran, oblast de Samara, en Russie.

## Situation ferroviaire
Située à un kilomètre deux cents du centre ville, elle est sa gare principal, c'est un important nœud ferroviaire sur la ligne Gare de Samara-Passazhirskaya à la partie passagers de la gare de Kazan à Moscou. Une section vers gare d'Oulianovsk-centrale et vers la gare de la mer de Jiguoliovskoïe.

## Histoire
Elle a été ouverte en 1874 et c'est un objet patrimonial culturel de Russie d'importance régionale.

## Service des voyageurs

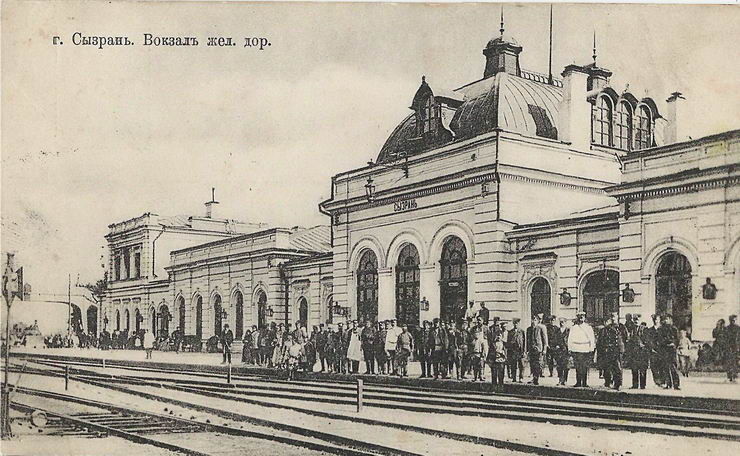
Le bâtiment de la gare vers 1910.
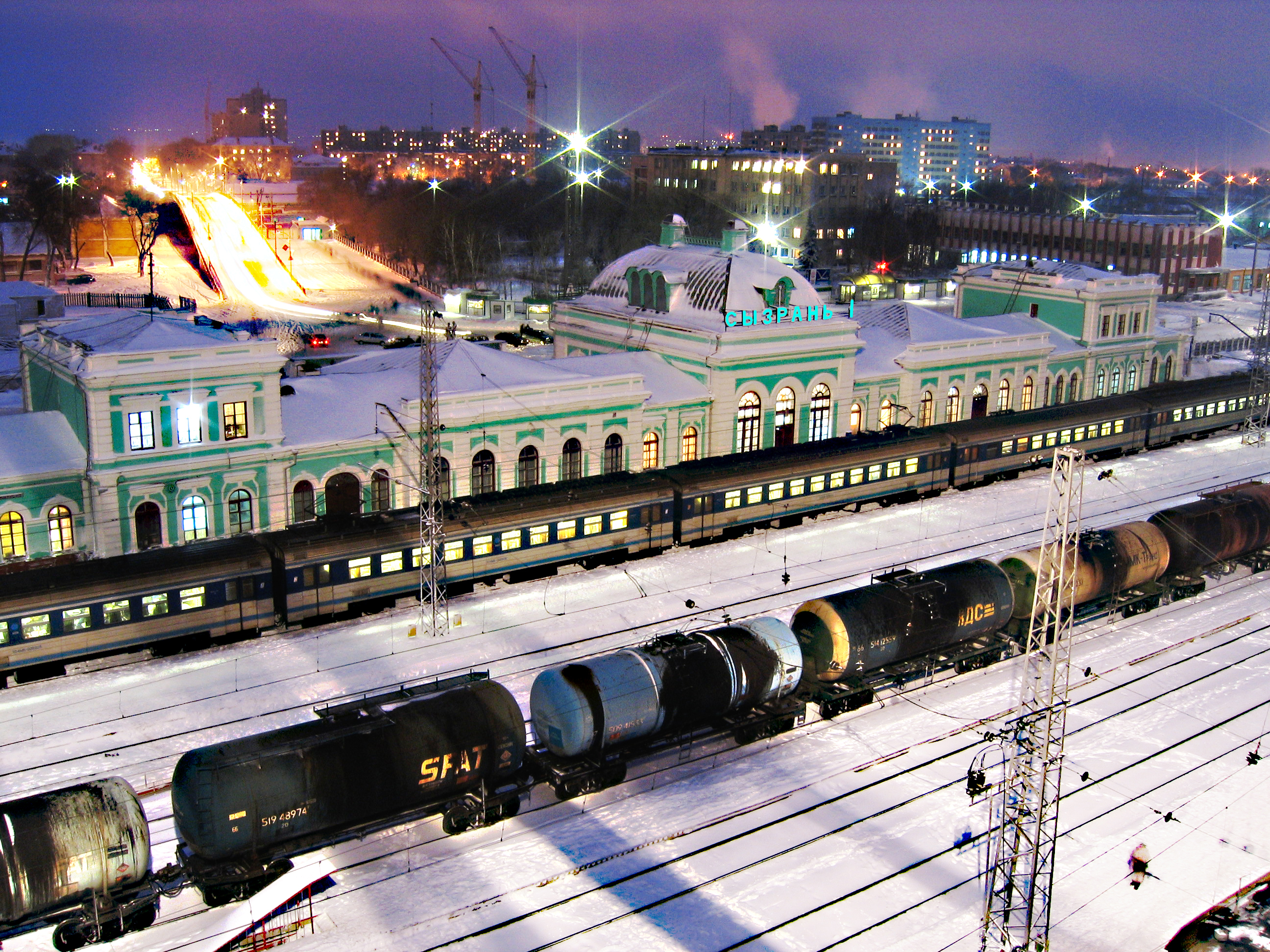
Les voies avec un train de marchandise, la ville en arrière plan.